# Aantalsregulatie
Aantalsregulatie, of aantalregulatie, is het door natuurlijke oorzaak binnen betrekkelijk nauwe grenzen blijven van de abundantie of het aantal individuen van een populatie van een soort.
Het aantal individuele dieren of planten van een populatie in een levensgemeenschap wordt mede beïnvloed door een aantal dichtheidsafhankelijke factoren. Belangrijke factoren zijn:
- vruchtbaarheid is het vermogen van een organisme om zich voort te planten. Voortplantingscapaciteit bij dieren: het aantal eieren of jongen per vrouwtje
- mortaliteit is de afname van het aantal individuen door sterfte
- migratie: de immigratie en de emigratie: uitwisseling van individuen tussen populaties

Op het moment dat er een grotere populatie is, kunnen de negatieve factoren zoals predatie toenemen en de positieve factoren zoals de voedselvoorraad afnemen. Hierdoor zal de populatie weer afnemen en zullen de effecten juist andersom zijn.
Door deze cyclus zal de populatie rond een bepaald punt schommelen. Op het moment dat de populatie blijvend verandert, zal het punt waaromheen de populatie schommelt veranderen. Dit is het geval bij successie.